# شهرستان چوان
شهرستان چوان (به انگلیسی: Chowan County) یک منطقهٔ مسکونی در ایالات متحده آمریکا است که در کارولینای شمالی واقع شده‌است. شهرستان چوان ۶۰۳٫۴۷ کیلومتر مربع مساحت دارد.